# 범서초등학교
범서초등학교는 대한민국 울산광역시 울주군 범서읍 천상리에 있는 공립 초등학교다.

## 학교 연혁
- 1927년 11월 5일 범서공립보통학교(4년제 1학급) 개교설립인가 5월 5일
- 1937년 3월 31일 6년제로 개편
- 1938년 4월 1일 범서공립심상소학교로 개칭[1]
- 1941년 4월 1일 범서공립국민학교로 개칭[2]
- 1943년 7월 15일 구영리에서 천상리[3]로 이전
- 1981년 1월 27일 병설유치원 인가
- 1996년 3월 1일 교명 변경 (범서초등학교)[4]
- 2001년 6월 5일 현 위치 신축학교로 이전
- 2019년 3월 1일 제28대 조상제 교장 부임
- 2020년 2월 18일 제91회 졸업식(197명)(총 9,134명)
- 2021년 1월 19일 제92회 졸업생(191명)(총 9,325명)

## 학교 상징
- 교화 : 개나리 - 순정과 정열을 나타내는 개나리 꽃 빛깔처럼 순수하고 정감이 넘치는 범서어린이로 자라나는 것을 상징함.
- 교목 : 은행나무 - 병충해에 강하고 수명이 길며 어떠한 악조건 아래에서도 거목으로 잘 자라는 은행나무처럼 범서 어린이들도 강인한 의지와 강한 체력으로 열심히 공부하자는 뜻을 담고 있음.

## 참고 자료
- 범서초등학교 - 한국교육학술정보원 학교알리미